# Chiesa di San Francesco (Pisa)
La chiesa di San Francesco di Pisa si trova in piazza San Francesco.
Per dimensioni è la seconda chiesa della città, preceduta solo dalla cattedrale.

## Storia

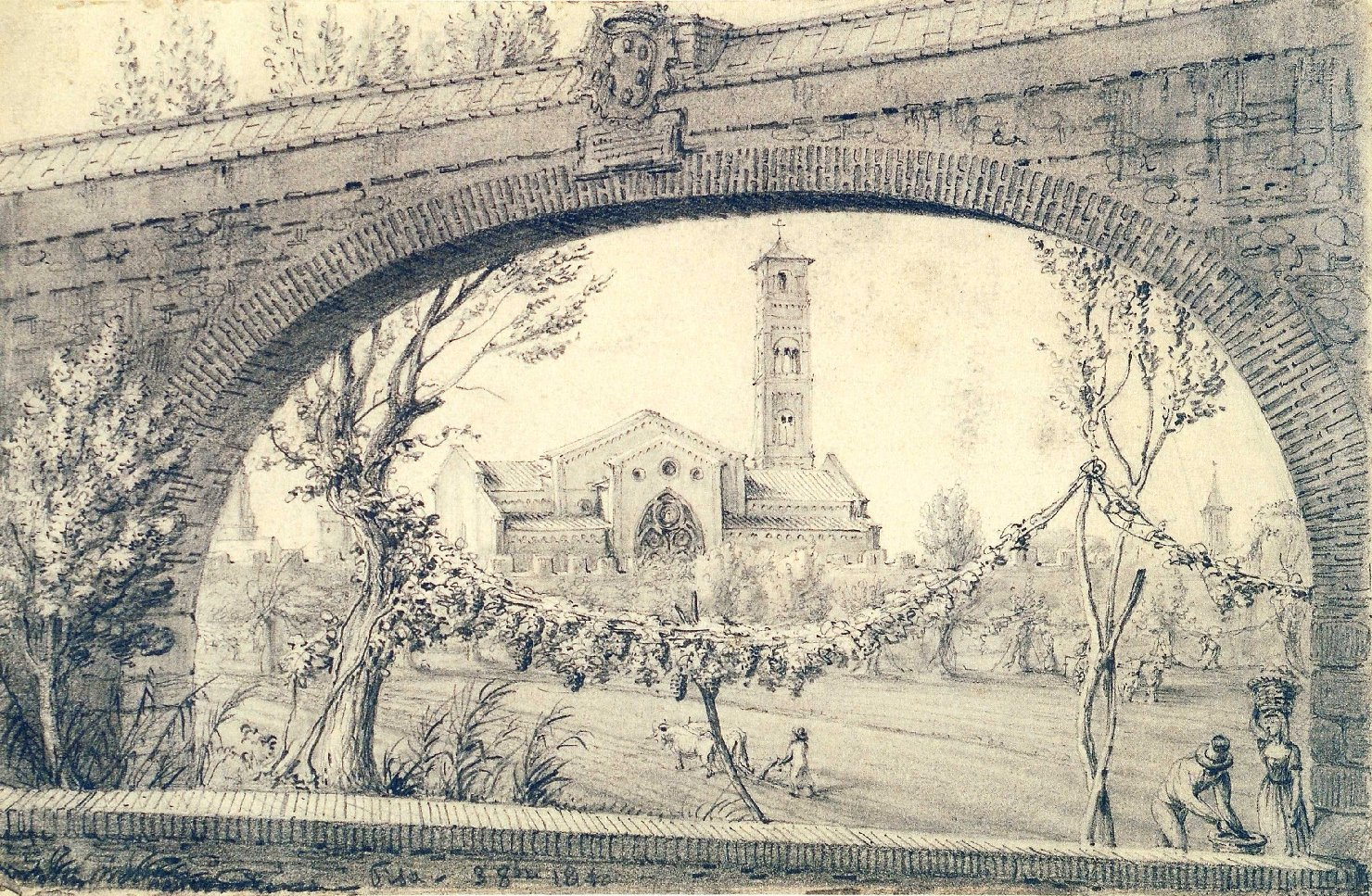
La chiesa di San Francesco vista dall'acquedotto Mediceo in un disegno di De la Morinière datato intorno al 1840

La chiesa è citata dal 1233. Nel 1261 l'arcivescovo Federico Visconti, riconoscendo l'importanza acquisita dall'ordine francescano, ne decretò l'ampliamento; dal 1265-70 Giovanni di Simone diresse i lavori, cui risalgono l'impianto ad aula unica coperta a capanna e l'ardito e tipico campanile poggiante all'interno per due lati su mensole.
Tuttavia il cantiere subì alcuni rallentamenti a causa delle difficoltà finanziarie legate alle vicende belliche; all'inizio del Trecento la chiesa era ancora incompleta della facciata, iniziata grazie ai marmi forniti dai Gualandi, che sarà ultimata solo nel 1603, in epoca medicea.
Nel tempo la chiesa e l'attiguo convento subirono diversi restauri e modifiche; nel Quattrocento furono innalzati due chiostri e la cappella di San Bernardino, mentre tra i secoli XVI e XVII, in pieno spirito della Controriforma, furono realizzati gli altari laterali e furono aperte le finestre nella navata, compromettendo gli affreschi trecenteschi che adornavano le pareti.
Tra il Settecento e l'Ottocento, a seguito delle soppressioni lorenesi e napoleoniche, furono dispersi gran parte degli arredi; in particolare, i furti napoleonici la privarono di importanti dipinti, quali la Maestà di Cimabue, le Stigmate di San Francesco di Giotto e San Tommaso d'Aquino fra i Dottori della Chiesa di Benozzo Gozzoli, oggi esposti al Museo del Louvre.

Nel 1863, a seguito della legge nr. 384 del 22 dicembre 1861, la chiesa ed il convento di San Francesco furono sconsacrati e destinati a caserma militare. Tutti gli oggetti, i quadri e gli ornamenti vennero pertanto ufficialmente ritirati dalle famiglie, che vi avevano esercitato il diritto di patronato, come emerge dall'inventario redatto dall'ultimo priore. Il 7 luglio 1866 la chiesa venne trasformata in magazzino di proprietà del Regio Demanio. 

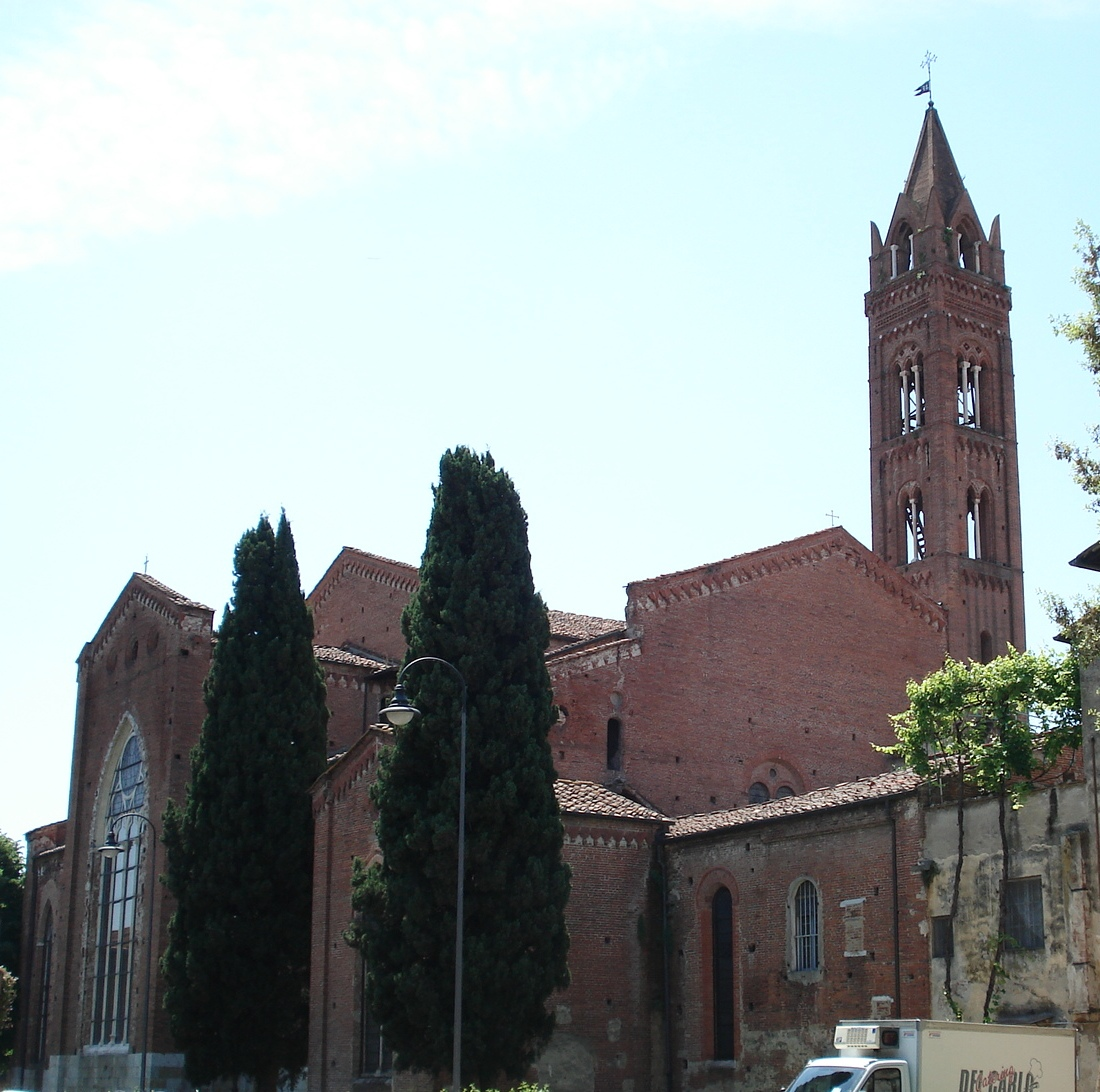
Abside, transetto e campanile

Il 4 marzo 1875 il Comune di Pisa riuscì ad ottenere la “espropriazione per pubblica utilità” di diversi immobili di proprietà del Regio Demanio, tra cui l'ex chiesa di San Francesco, che fece sorgere un lungo e complesso contenzioso giuridico sulle indennità e sulle modalità dell'esproprio effettuato.
Il 22 maggio 1893 il Ministero della pubblica istruzione dichiarò l'ex chiesa ed il vicino ex convento monumento nazionale, prendendola in consegna dal Regio Demanio.
L'8 luglio 1893 vennero consegnati al Comune di Pisa solamente “per la conservazione e l'uso del monumento nazionale”. Il 15 giugno 1899 il Comune di Pisa concedeva alla Curia Arcivescovile l'ex chiesa “per il solo uso del culto” e “per la conservazione delle opere d'arte” che la Curia Arcivescovile avrebbe eventualmente provveduto a collocare.
La Curia riuscì a riaprire al culto la chiesa, fortemente degradata all'interno, solo nel 1901, grazie ai cospicui interventi economici di un comitato cittadino di cui fecero parte molti cittadini. Il Comitato cittadino ricostruì anche le vetrate della chiesa, secondo nuovi disegni e decorazioni di Galileo Chini e di Francesco Mossmeyer nello stabilimento Quentin.
San Francesco oggi è sede parrocchiale assieme alla vicina chiesa di Santa Cecilia, con una comunità italo-rumena.
Tuttavia, la chiesa attualmente è chiusa; infatti il tetto è gravemente danneggiato, l'interno è inagibile e sono in corso i lavori di restauro. Anche il chiostro, il convento e la scuola attigua sono in cattive condizioni, ma i lavori di ricostruzione e restauro dovrebbero iniziare nel 2019. Per questa causa vengono realizzate numerose campagne e raccolte fondi, promosse dall'apposito comitato, dal FAI e da altre istituzioni parrocchiali.

## Descrizione

### Misure e dimensioni
| Parametro                      | Misura |
| ------------------------------ | ------ |
| Lunghezza                      | 80 m   |
| Larghezza della navata         | 18 m   |
| Larghezza massima della navata | 22 m   |
| Altezza del campanile          | 45 m   |

### Arte e architettura

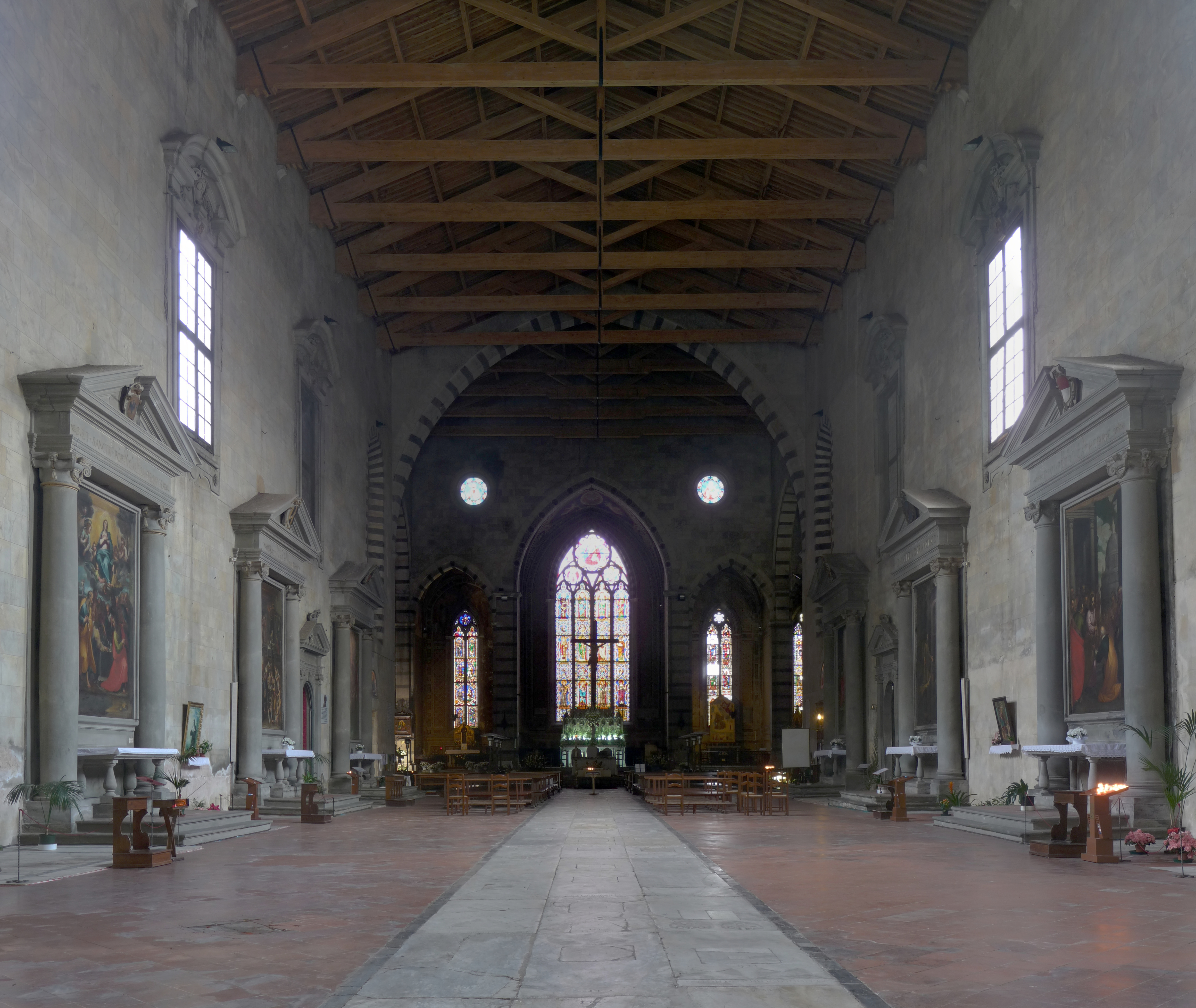
Interno

Caratterizzata da una pianta a croce latina, è preceduta da una facciata a capanna, in marmo di San Giuliano, il cui registro inferiore, di stampo trecentesco, si armonizza con la metà superiore, terminata solo nel Seicento.
L'interno è uno dei più riusciti esempi di architettura francescana a navata unica umbro-toscana, con capriate lignee a vista.
La navata, larga 18 metri, in prossimità del transetto si allarga fino a 22 metri; dimensioni che la pongono come la più ampia navata tra le chiese toscane insieme a quella della basilica di San Francesco a Siena, che deriva direttamente dal modello pisano.
Dei ricchi affreschi trecenteschi, tra i cui autori si segnalano Spinello Aretino e Taddeo Gaddi, non rimangono che frammenti o le sole sinopie. L'unica pala salvata dalle razzie francesi, San Francesco e i sei miracoli di Giunta Pisano, si trova in copia nella prima cappella a sinistra dell'altare (che era già sotto il titolo di Santa Maria Maddalena), in patronato alla famiglia Agostini Venerosi della Seta, mentre l'originale è conservato al Museo nazionale di San Matteo.
Gli altari realizzati durante la Controriforma ospitano tele e tavole di grande formato dei migliori artisti toscani dell'epoca: la Natività di Gesù con Adorazione dei pastori del Cigoli, datato 1602, l'Assunzione della Vergine di Ventura Salimbeni, il Battesimo di Cristo dell'Empoli, San Francesco riceve le stigmate di Santi di Tito, San Francesco riceve l'indulgenza di Francesco Vanni.
Notevoli sono le sepolture ospitate dalla chiesa, tra le quali quella del conte Ugolino della Gherardesca, qui sepolto con i propri figli e nipoti una volta che le spoglie di questi sventurati furono rimosse dalla non lontana torre della fame (o della muda) dove si consumò secondo Dante il "fiero pasto". In origine la tomba di Ugolino era nel chiostro della chiesa in quanto, morendo da traditore, non poteva essere posto assieme alle ossa dei propri familiari nella monumentale tomba, scolpita da Lupo di Francesco, che si trovava all'interno della chiesa. Successivamente, sia perché tale monumentale tomba fu smembrata e spostata in vari luoghi, sia per una successiva rivalutazione del Conte Ugolino, agli inizi del XX secolo i supposti resti di Ugolino, figli e nipoti vennero spostate nell'attuale cappella all'interno della chiesa.
Nella sagrestia, affreschi di Taddeo di Bartolo (1397, ripristinati nell'Ottocento da Guglielmo Botti) con Storie mariane; nella sala del Capitolo, affreschi staccati con Storie cristologiche di Niccolò di Pietro Gerini (1392) e sinopie. Pur in stato di conservazione non ottimale sono entrambe, specie i dipinti della sala capitolare, opere di grande forza espressiva e di notevole perizia esecutiva.
Nella sagrestia era attestata la presenza di una piccola Maestà della scuola di Cimabue, oggi al National Gallery of Art di Washington.

Cimabue, Maestà del Louvre
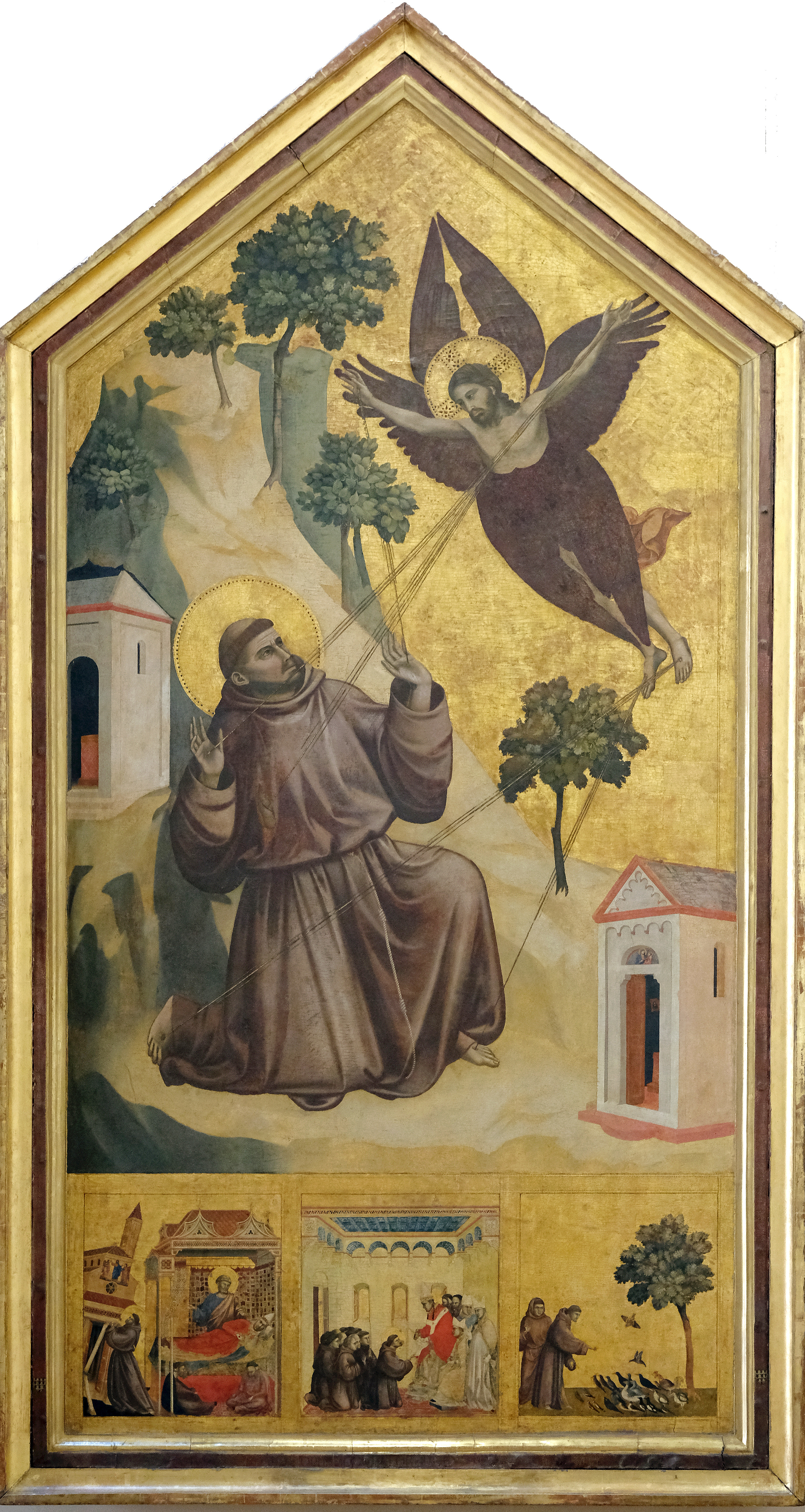
Giotto, Stigmate di San Francesco, Louvre
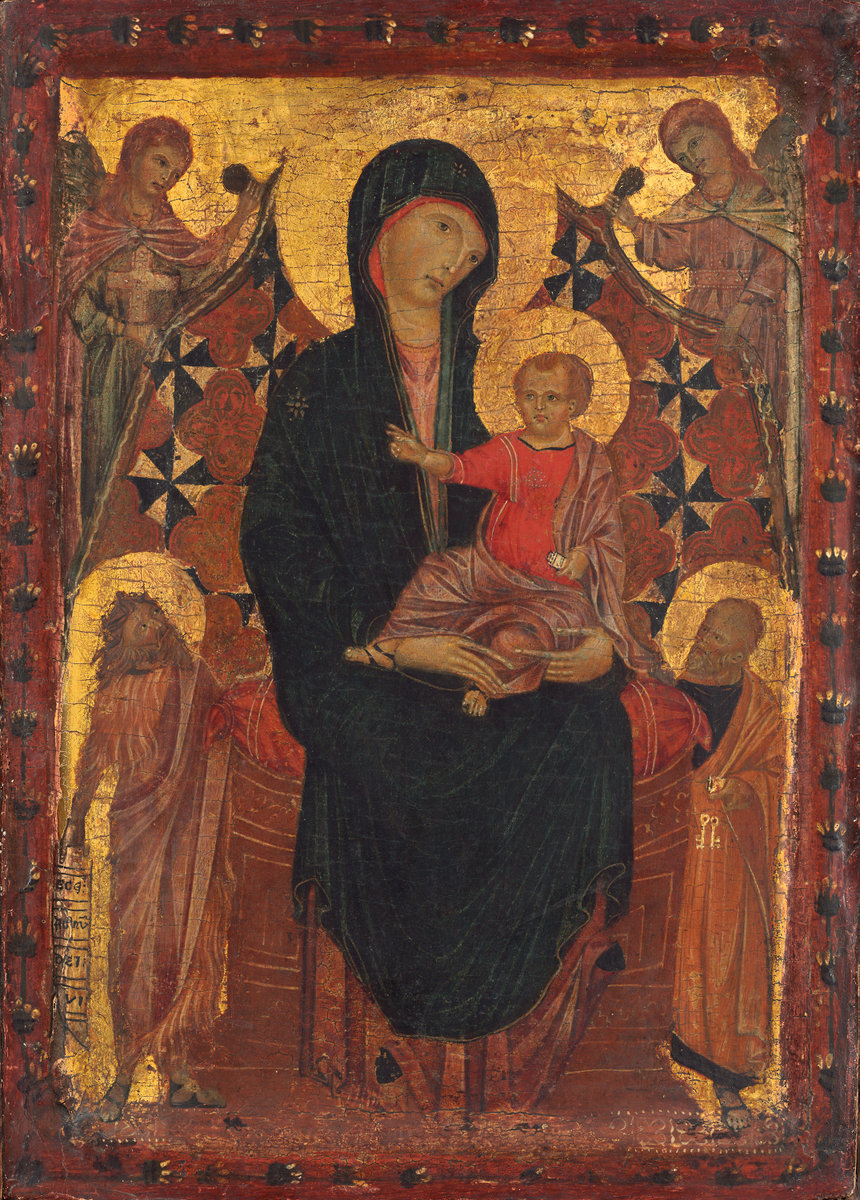
Scuola di Cimabue, Maestà, National Gallery of Art, Washington